# Memoriał Eugeniusza Nazimka 1985
Memoriał im. Eugeniusza Nazimka 1985 – 3. edycja turnieju w celu uczczenia pamięci polskiego żużlowca Eugeniusza Nazimka, który odbył się dnia 24 października 1985 roku. Turniej wygrał Roman Jankowski.

## Wyniki
- Stadion Stali Rzeszów, 24 października 1985
- NCD: Roman Jankowski – 74,40 w wyścigu 11
- Sędzia: Ryszard Bielecki

| Msc. | Zawodnik                  | Klub           | Pkt  |             |  |
| ---- | ------------------------- | -------------- | ---- | ----------- |  |
| 1    | (3) Roman Jankowski       | Leszno         | 14   | (2,3,3,3,3) |  |
| 2    | (15) Bolesław Proch       | Bydgoszcz      | 12   | (3,2,3,2,2) |  |
| 3    | (10) Mirosław Berliński   | Gdańsk         | 11+3 | (2,3,3,d,3) |  |
| 4    | (4) Zenon Kasprzak        | Leszno         | 11+2 | (3,3,2,1,2) |  |
| 5    | (9) Grzegorz Dzikowski    | Gdańsk         | 11+u | (3,1,1,3,3) |  |
| 6    | (14) Jerzy Kochman        | Świętochłowice | 10   | (0,2,2,3,3) |  |
| 7    | (13) Piotr Pyszny         | Rybnik         | 10   | (2,3,1,2,2) |  |
| 8    | (11) Jerzy Rembas         | Gorzów Wlkp.   | 9    | (1,1,3,3,1) |  |
| 9    | (1) Andrzej Surowiec      | Rzeszów        | 7    | (1,2,2,1,1) |  |
| 10   | (8) Antoni Skupień        | Rybnik         | 6    | (3,2,0,1,d) |  |
| 11   | (12) Wojciech Żabiałowicz | Toruń          | 5    | (d,1,1,2,1) |  |
| 12   | (16) Grzegorz Sterna      | Leszno         | 5    | (1,d,0,2,2) |  |
| 13   | (6) Marek Bzdęga          | Leszno         | 4    | (2,1,1,0,u) |  |
| 14   | (2) Krzysztof Okupski     | Gorzów Wlkp.   | 3    | (0,0,2,0,1) |  |
| 15   | (7) Jan Woźnicki          | Toruń          | 1    | (1,d,0)     |  |
| 16   | (5) Bogdan Ciupak         | Rzeszów        | 0    | (u,d)       |  |
|      | rez. Roman Lubera         | Rzeszów        |      | (0,1,0)     |  |
|      | rez. Andrzej Sikora       | Rzeszów        |      | (0,0)       |  |

Bieg po biegu
1. [74,60] Kasprzak, Jankowski, Surowiec, Okupski
2. [74,80] Skupień, Bzdęga, Woźnicki, Ciupak
3. [74,60] Dzikowski, Berliński, Rembas, Żabiałowicz
4. [75,00] Proch, Pyszny, Sterna, Kochman
5. [76,00] Pyszny, Surowiec, Dzikowski, Ciupak
6. [75,80] Berliński, Kochman, Bzdęga, Okupski
7. [74,80] Jankowski, Proch, Rembas, Woźnicki
8. [75,20] Kasprzak, Skupień, Żabiałowicz, Sterna
9. [75,60] Rembas, Surowiec, Bzdęga, Sterna
10. [75,40] Proch, Okupski, Żabiałowicz, Ciupak Lubera za Ciupaka
11. [74,40] Jankowski, Kochman, Dzikowski, Skupień
12. [75,20] Berliński, Kasprzak, Pyszny, Woźnicki
13. [74,80] Kochman, Żabiałowicz, Surowiec, Sikora Sikora za Woźnickiego
14. [76,40] Rembas, Pyszny, Skupień, Okupski
15. [75,00] Jankowski, Sterna, Berliński, Lubera Lubera za Ciupaka
16. [75,00] Dzikowski, Proch, Kasprzak, Bzdęga
17. [75,00] Berliński, Proch, Surowiec, Skupień
18. [75,40] Dzikowski, Sterna, Okupski, Sikora Sikora za Woźnickiego
19. [74,80] Jankowski, Pyszny, Żabiałowicz, Bzdęga
20. [75,00] Kochman, Kasprzak, Rembas, Lubera Lubera za Ciupaka
21. Wyścig dodatkowy: Berliński, Kasprzak, Dzikowski